# Contea di Changdao
La contea di Changdao (长岛县S, Chángdǎo XiànP) è una contea della Cina, situata nella provincia dello Shandong e amministrata dalla prefettura di Yantai.
La contea è costituita da un gruppo di isole nel mare di Bohai, a nord di Penglai.